# شکارچی خاموش ۵: نبرد اقیانوس اطلس
شکارچی خاموش ۵: نبرد اقیانوس اطلس یک شبیه‌ساز زیردریایی برای مایکروسافت ویندوز است که توسط یوبی سافت بخارست توسعه داده شده و توسط یوبی سافت منتشر شده‌است. این بازی پنجمین و آخرین سری بازی شکارچی خاموش است. مانند شکارچی خاموش ۲ و شکارچی خاموش ۳ این سری نیز بازیکن کنترل یک زیردریایی آلمانی را در جنگ جهانی دوم بر عهده دارد.